# Эберхард II (граф Вюртемберга)
Эберхард II Сварливый (нем. Eberhard II der Greiner; после 1315 — 15 марта 1392, Штутгарт) — граф Вюртемберга с 1344 года, внук Эберхарда I Светлого, сын Ульриха III.

## Биография
Его отец умер 11 июля 1344, после чего Эбергард вступил в управление Вюртембергом, вероятно, вместе со своим братом Ульрихом IV. Всю жизнь он посвятил приумножению своих владений, доставшихся от деда и отца, используя для этого все возможные средства. Уплатив долги деда и отца, он приобрёл ряд владений, а именно Гец, фохтство Бебенгаузенское, город Беблинген и остальную половину графства Кальвского.
В 1361 году он принудил брата отказаться от соучастия в управлении, а в 1366 году, после его смерти, стал единственным владетелем всего графства Вюртембергского. Благодаря помощи императору Карлу IV он занял должность ландфогта в Нижней Швабии. В этом качестве он был опасным врагом имперских городов, так как в его руках находился сбор разных доходов.
В 1372 году вспыхнула война швабских городов, объединившихся в Швабский союз, с Эберхардом II. Эберхард II заключил мир и был лишён должности ландфогта. Однако в дальнейшем война возобновилась и в итоге окончилась 25 августа 1388 года победой Эберхарда II в битве при Дёффингене (в которой был убит единственный сын графа Ульрих).

## Семья
Жена: с 1340 года Елизавета фон Хенеберг-Шлойзинген (1329—1402), дочь графа Генриха XII (VIII) фон Хенеберг-Шлойзинген, богатое наследство которой Эбергард продал, чтобы обогатиться за счёт владений в Швабии. Дети:
- Ульрих[нем.] (после 1340 — 23 августа 1388)[2]; 26 апреля 1362 года женился на дочери императора Священной Римской империи Людовика IV Елизавете.
- София (1343—1369); в 1361 году вышла замуж за герцога Лотарингии Жана I.